# Niki Haris

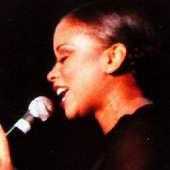
Niki Haris (1993)

Niki Haris (* 17. April 1962 in Benton Harbor, Michigan) ist eine US-amerikanische Pop- und Jazz-Sängerin.

## Leben
Niki Haris ist die Tochter des Jazzpianisten Gene Harris. Sie wurde 1987 bekannt als Background-Sängerin bei der Who’s That Girl World Tour von Madonna. Sie wirkte auch an weiteren Tourneen von Madonna und den Alben Like a Prayer, I’m Breathless und Erotica mit.
1992 und 1993 war sie Sängerin bei den Snap!-Titeln Exterminate! und Do You See the Light, welche internationale Hits waren. Ihre weiteren Background-Gesangsaktivitäten für Madonna umfassten die Alben Bedtime Stories, Something to Remember und Ray of Light.
Ab 1997 strebte sie eine Solokarriere an, sie hatte zahlreiche Auftritte als Jazz-Sängerin.

## Diskografie (Auswahl)

### Alben
- 1997: Dreaming a Dream
- 2002: Live in Switzerland
- 2003: Dance

### Singles
| Jahr | Titel Album                                            | Höchstplatzierung, Gesamtwochen, AuszeichnungChartplatzierungen (Jahr, Titel, Album, Platzierungen, Wochen, Auszeichnungen, Anmerkungen) | Höchstplatzierung, Gesamtwochen, AuszeichnungChartplatzierungen (Jahr, Titel, Album, Platzierungen, Wochen, Auszeichnungen, Anmerkungen) | Höchstplatzierung, Gesamtwochen, AuszeichnungChartplatzierungen (Jahr, Titel, Album, Platzierungen, Wochen, Auszeichnungen, Anmerkungen) | Höchstplatzierung, Gesamtwochen, AuszeichnungChartplatzierungen (Jahr, Titel, Album, Platzierungen, Wochen, Auszeichnungen, Anmerkungen) | Anmerkungen                                                                        |
| Jahr | Titel Album                                            | DE | AT | CH | UK | Anmerkungen                                                                        |
| ---- | ------------------------------------------------------ | --- | --- | --- | --- | ---------------------------------------------------------------------------------- |
| 1992 | Exterminate! The Madman’s Return                       | DE3 Gold · (23 Wo.)DE | AT9 (12 Wo.)AT | CH2 (21 Wo.)CH | UK2 (11 Wo.)UK | Erstveröffentlichung: 7. Dezember 1992 Verkäufe: + 250.000; Snap! feat. Niki Haris |
| 1993 | Do You See the Light (Looking For) The Madman’s Return | DE13 (17 Wo.)DE | AT8 (10 Wo.)AT | CH10 (10 Wo.)CH | UK10 (8 Wo.)UK | Erstveröffentlichung: 10. Mai 1993 Snap! feat. Niki Haris                          |

Weitere Singles
- 1990: What’s it Gonna Be (mit Jellybean)
- 2001: Total Love
- 2016: Rain (mit Donna DeLory)